# Thomas Hettche

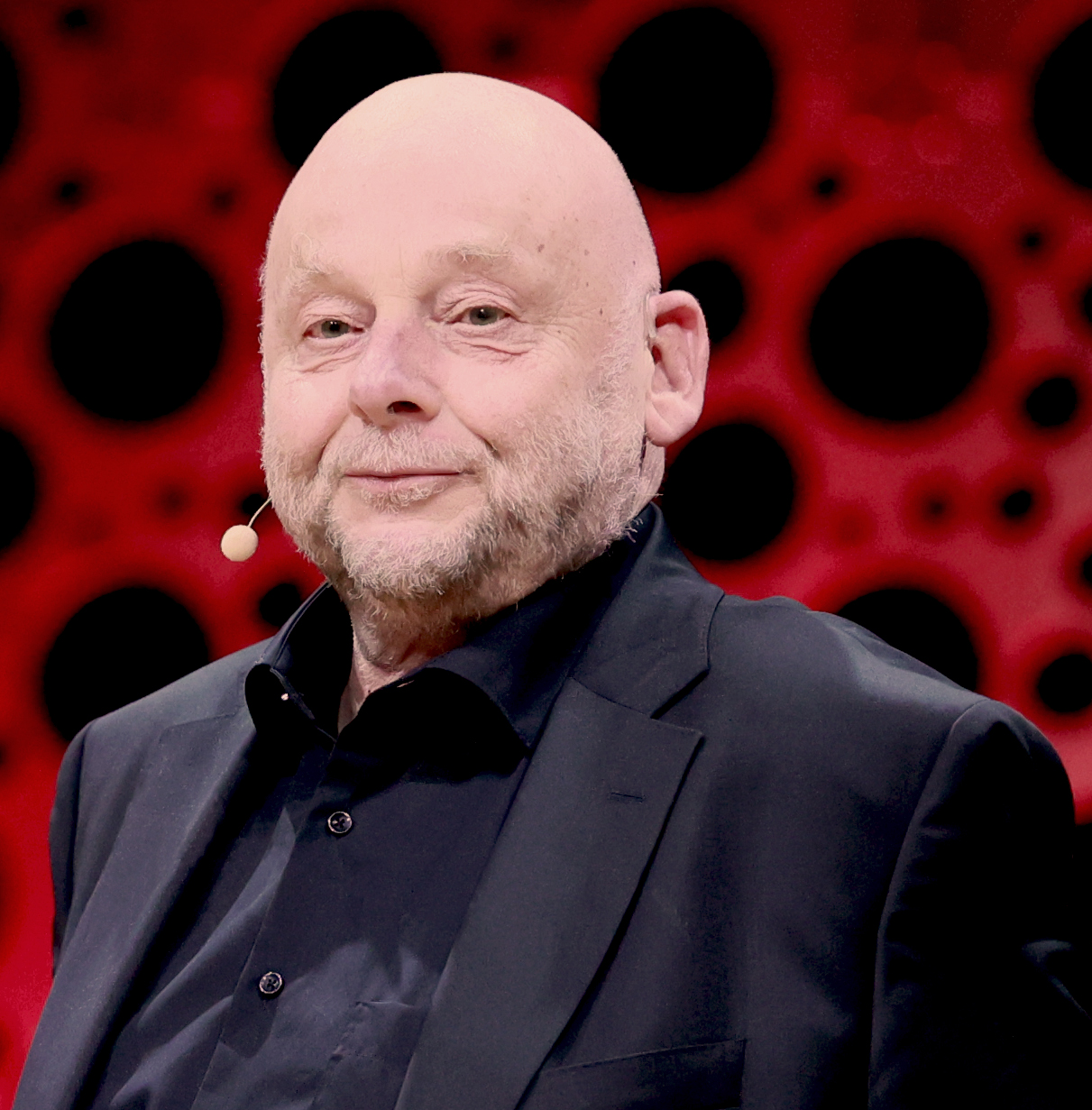
Thomas Hettche auf der Frankfurter Buchmesse 2023

Thomas Hettche (* 30. November 1964 in Treis, Landkreis Gießen) ist ein deutscher Schriftsteller und Essayist.

## Leben
Thomas Hettche wuchs im Dorf Treis am Rande des Vogelsbergs auf, wo die Familie des Vaters seit Generationen als Bauern und Handwerker ansässig ist. Hettches Mutter kam im Zuge der Vertreibung der Deutschen aus der Tschechoslowakei 1947 nach Hessen. Er besuchte die Liebigschule Gießen und legte 1984 das Abitur ab. Von 1984 bis 1991 studierte Hettche Germanistik, Filmwissenschaft und Philosophie an der Johann Wolfgang Goethe-Universität Frankfurt am Main, an der er als Magister artium mit einer Arbeit über den Augenblick als Kategorie ästhetischen Empfindens in Robert Musils Der Mann ohne Eigenschaften abschloss und an der er 1999 mit der medientheoretischen Arbeit Animationen über die „Geschichte von Anatomie und Pornographie auf der Folie Venedigs“ promoviert wurde.
Hettche lebt nach Aufenthalten in Venedig, Krakau, Stuttgart, Rom und Los Angeles heute als freier Schriftsteller in Berlin. Er hat zwei Töchter. Neben seiner schriftstellerischen Arbeit war Hettche lange auch journalistisch tätig, vor allem für die Frankfurter Allgemeine Zeitung und die Neue Zürcher Zeitung. Von 1995 bis 1999 war er Juror beim Ingeborg-Bachmann-Wettbewerb.
2002 hatte er die Poetikdozentur der Akademie der Wissenschaften und der Literatur an der Johannes Gutenberg-Universität Mainz inne (zusammen mit Malin Schwerdtfeger), 2003 hatte er einen Lehrauftrag an der Philipps-Universität Marburg. Im selben Jahr war Hettche künstlerischer Gast des Collegium Helveticum an der ETH Zürich. Von 2018 bis 2020 hatte er eine Honorarprofessur an der TU Berlin inne. 2021 war Hettche zusammen mit Eva Menasse Dozent bei der Tübinger Poetik-Dozentur.
Hettche gehört der Berliner Akademie der Künste sowie der Deutschen Akademie für Sprache und Dichtung an.

## Werk

### Ludwig muß sterben. Roman
„Selten ist ein Debüt mit so breiter und tiefer Bewunderung, ja mit einer so seufzenden Erleichterung aufgenommen worden, als wäre mit diesem virtuos kühnen Textgebilde die Zukunft einer jungen deutschen Literatur erst einmal gesichert“, schrieb der Literaturkritiker Reinhard Baumgart in der Wochenzeitschrift Die ZEIT über Thomas Hettches ersten Roman.
In Ludwig muß sterben erzählt ein aus der Psychiatrie Entlassener vom Sterben seines herzkranken Bruders in Italien, von dessen Existenz er eigentlich nichts wissen kann. In phantastischer Manier entsteigt erst eine junge, durch Eingriffe an Kopf und Gesicht entstellte Frau einem Anatomieatlas, gefolgt vom Arzt Johannes Tichtel, einer historischen Figur des 16. Jahrhunderts, dessen Tagebücher Hettche für den Roman aus dem Lateinischen hatte übersetzen lassen und die er in Teilen in den Roman einbaut. In einer atem- wie absatzlosen Sprache voller Bilder und Zitate entfaltet der Roman alle Themen, die das Frühwerk Hettches prägen: Macht und Ohnmacht des Erfindens, das Erzählen von Liebe und Tod, die Haut als verletzliche Grenze unseres Ichs.
„Mit diesem jungen Frankfurter Autor hat ein Prosaist die literarische Szene betreten, der mit den technischen Mitteln modernen Erzählens wie ein Meister zu spielen versteht“, resümiert Gunhild Kübler in der NZZ.
„Wie bei so manchen seiner jungen Generationsgenossen, bei Durs Grünbein, Marcel Beyer und Rainald Goetz, hat Dr. Benn massiv die Finger im Spiel. Der Anatomie-Atlas scheint für die heute Dreißigjährigen das vornehmste Poesiealbum zu sein; ihre ‚Schädelbasislektion‘ (Grünbein) haben sie offenbar schon in der Wiege gelernt. Das ‚Menschenfleisch’ (Beyer) als die letzte Substanz der Erfahrung“ (Bernard Imhasly in der Neuen Zürcher Zeitung).
Frank Mühlich feiert den Roman in der taz als „Geniestreich“. Und für Friedhelm Rathjen weist der Roman Hettche als „Jungromancier allererster Güte aus“, der „mit Furor aufs Ganze geht“ und „ein Verwandter Beckettscher Erzähler“ sei. Hettche gehe es „um die Sprache, keine Frage: um ihre Allmacht und ihre Ohnmacht. Die Sprache ist das Maß aller Dinge, denn ausdrücklich aus Wörtern geformt sind alle Körper, alle Gegenstände der sehr gegenständlichen und sehr körperlichen Prosa Thomas Hettches, die nicht im mindesten so abstrakt ist, wie jeder nur halbwegs angemessene Versuch ihrer Beschreibung notgedrungen sein muß“, schreibt er in seiner Rezension in der Frankfurter Rundschau.

### Inkubation
Bei Inkubation (1992) handelt es sich um eine Art literarischer Partitur: Zwanzig Prosastücke sind nach der Art von fünfstimmigen polyphonen Inventionen ineinandergeschoben. Typographisch anspruchsvoll wird das Ineinander von Geschichten umgesetzt, das sich jeweils über die ganzen Doppelseiten des Buches erstreckt, durch ein Koordinatensystem statt durch Seitenzahlen gegliedert. Die Geschichten von „Inkubation“ erzählen alle auf phantastische Weise von den Beziehungen zwischen einem Ich und einem Du: „Da stülpen die Knorpel in deinen Schultern sich hoch aus, dir wachsen, weiss ich plötzlich, Flügel, darf nicht, jeder Engel ist schrecklich, ich beisse hinein“. Der Band „versammelte (…) Erzählungen, die wie ein generatives System die eigentliche Geschichte erst produzieren – fernab vom Erzähler und souverän kokettierend mit den Grenzen der Erzählbarkeit der Welt“.
Hettche habe sich „von frühem Ruhm, von Hysterie und Erwartungsdruck nicht dazu verführen lassen, mit großer Geste gleich in seinem zweiten Buch ein frühes Versprechen prompt und pompös einzulösen“, urteilt Reinhard Baumgart in der ZEIT. Vielmehr „laboriere“ der Band „in einem merkwürdig waghalsig embryonalen Zustand, als gäbe es diese Spanne zwischen Texterzeugung und Textgeburt“. Es „prüft hier das Erzählen fortlaufend sich selbst, seine Voraussetzungen und Bedingungen, immer wieder hinaustastend in Möglichkeiten der Fiktion und immer wieder, geradezu emphatisch zurückweichend in ein schönes Gefängnis aus nichts als Sprache, ein gläsernes, aber dichtes Gehäuse“. Die Dichte der Verweise, mit denen Hettche seinen Text anreichere, führe dazu, „daß die Sprachspiele durch einen schön mitraunenden Resonanzraum laufen“. „Inkubationen“ sei ein „Kunststück einer coolen Sprachsinnlichkeit und in ihr die eindrucksvolle Verkörperung, ja geradezu Fleischwerdung jenes Jammers über das Ende der Fiktionen“.

### NOX. Roman
Hettches zweiter Roman NOX erschien 1995 und wurde äußerst kontrovers aufgenommen. „Thomas Hettche riskiert, was noch kein anderer westdeutscher Autor mit solcher Ernsthaftigkeit gewagt hat: die Nacht des 9. November 1989, die über Millionen Menschen in Ost und West so unerwartet hereingebrochen ist, zum Thema eines Romans zu machen“ (Michael Basse in der SZ).
NOX, das seltene Beispiel eines Wenderomans aus westdeutscher Sicht, erzählt die Nacht des Mauerfalls als pornographische Groteske. Eine namenlose Mörderin, die gleich auf der ersten Seite des Romans dem Erzähler die Kehle durchschneidet, irrt durch das nächtliche, die Wiedervereinigung feiernde Berlin. Der tote, langsam verwesende Erzähler, Elemente des Großstadtromans in der Tradition Döblins (Wetterberichte, Zeitungsmeldungen), SM-Szenen von großem Pathos – all das unterlief die Erwartungen der Literaturkritik an einen Roman über die Deutsche Einheit.
Zur Wiederauflage des Romans 2003 schrieb Tom Kraushaar in Edit: „Thomas Hettches NOX ist wie kaum ein anderer Roman der 90er Jahre Anlass zu Polemisierungen und Pauschalisierungen gewesen. Er brachte Kategoriebildungen hervor, die die Wahrnehmung und Produktion von Literatur nun fast zehn Jahre prägten. Wenn NOX heute als Neuauflage erscheint, dann erscheint ein anderer Text, ein Roman, der in unzähligen Rezensionen und Essays gleichsam weitergeschrieben wurde. Betrachtet man den Roman heute, dann ist er untrennbar vernetzt mit den vielen literaturkritischen Debatten der 90er Jahre zu postmoderner Theorie, neuem Realismus, Pop-Literatur etc. Vielmehr besteht die Bedeutung der Rezeption von NOX in ihrer Vernetzung mit bestimmten Debatten der Literaturkritik der 90er Jahre. Thomas Hettche war zwar 1995 das, was man heute unter einem Jungautor versteht, zugleich repräsentierte er aber das literarische Establishment der frühen 90er Jahre. Bei der Auseinandersetzung mit ihm geht es um die Konfrontation mit einer ganzen literarischen Traditionslinie. Endlich sollte die Dominanz einer theoretisch-intellektuellen, einer selbstreferenziellen und innerlichen Literatur gebrochen werden. Und es gelang der Literaturkritik insbesondere durch die Radikalität und Schärfe der Polemik gegen Texte wie NOX, althergebrachte Kategorien aufzulösen“.

### Animationen
1999 publizierte Hettche Animationen, einen „Romanessay“, wie es im Klappentext heißt, mit dem der Autor im selben Jahr bei Christa Bürger an der Johann Wolfgang Goethe-Universität Frankfurt am Main in Literaturwissenschaft promoviert wurde. Animationen entwickelt erzählend-reflektierend auf der Folie Venedigs Elemente einer Medientheorie aus der Geschichte von Anatomie und Pornographie, wobei Hettche sich weitausgreifend mit Goethe und Flaubert, Tizian, Montaigne und Casanova, dem Anatomen Andreas Vesalius und vor allem Pietro Aretino beschäftigt und dabei ein „Feuerwerk der Bezüge abbrennt“ (Hubert Winkels in Die ZEIT).
Dietmar Dath schrieb in SPEX über die „balsamische Wirkung eines zum Text auskomponierten intellektuellen Erlebnisses, das wahrhaftig über den Atem und die Geduld, die Liebe und die Fürsorge gebietet, seiner eigenen sprachlichen Objektivation mit allen auch noch so heteronomen Aspekten seiner Gestalt zuzuarbeiten, weit über die begrenzten Mittel hinaus, die ich zu dieser historisch wahrhaft späten Stunde aus meinem Wort- und Kategorienbestand noch herbeizitieren könnte, um ihr Tröstliches zu beschreiben. (…) Die Klarheit, mit der zahlreiche aufgerufene Quellentextmomente, das »lächelnde Mädchen« bei Goethe etwa, Flauberts Reiseaffektationen, kulturgeschichtliche Chronika etc., weitsichtig in ihrer letztlich nicht aufhebbaren Unschärfe, gegenseitigen Abhängigkeit etc. belassen werden, ist beispielhaft und anrührend. Keine Idee in diesem Buch ist der übersprudelnden Aufgekratztheit eines Schlaumeiers entsprungen, jede legitimiert sich vielmehr dadurch, dass ihr immer noch andere folgen können, dass dies noch nicht das Ende ist, man auch kein Ende will, kein Besserwissen. (…) Was in »Animationen« erzählt wird, sind dagegen GedankenGÄNGE, ein Wissen im Werden, fast wie bei Ernst Blochs »Spuren« eigentlich (…). Und das, dieses gewissermaßen in so andeutungsreicher wie expliziter Sprache aufgehobene Dezente, dem andererseits von einer gar nicht dezenten Neugier die vorbildlich feinjustierte Waage gehalten wird, ist die heimliche Grundmelodie, die der ausgeschriebenen Partitur »Animationen« ihre Schönheit schenkt“.

### Der Fall Arbogast. Kriminalroman
Der Fall Arbogast, erschienen 2001, basiert auf dem historischen Kriminalfall um Hans Hetzel und erzählt die Geschichte eines Aufsehen erregenden Justizirrtums in den 1950er Jahren. Der Roman, der zum Besteller und in zwölf Sprachen übersetzt wurde, galt der Literaturkritik wegen der dramaturgisch durchkomponierten und filmhaften Erzählweise, bei der Hettche erstmals stark mit Dialogen arbeitet und mit unterschiedlichsten Figuren detailgenau ein Stück bundesrepublikanischer Nachkriegsgeschichte entwirft, als Zäsur im Werk des Autors, als Hinwendung zu neuen Themen und einem realistischeren Erzählen.
Felicitas von Lovenberg sieht in der „Schilderung von beklemmender Intensität (…) einen Schriftsteller, der gelernt hat, souverän mit seiner Kunst umzugehen. Jeder Satz steht wie gemeißelt“, schreibt sie in ihrer Rezension in der FAZ. Der Autor habe sich „einen ungewöhnlichen Stoff ausgesucht, um sein zentrales Thema von Körper und Gewalt fortzuführen“; der Roman zeige aber, „daß der Sprachvirtuose Hettche seine Themen nicht mehr nur kaltblütig inszeniert und seziert, sondern den Menschen neben Obsessionen auch Gefühle zugesteht“. Wobei er es „geschickt (vermeide), uns Arbogast so nah zu bringen, daß er einem geheuer würde“ – zwischen der „mächtigen Gestalt“ „Arbogast und seiner Umwelt, zwischen Hettche und seinem Protagonisten und letztlich auch zwischen Roman und Leser bleibt eine Distanz wie zu einem Raubtier im Zoo, das man durch die Stäbe bewundert“.
Für Ijoma Mangold besteht der „künstlerische Coup dieses großen Buches“ in der Installation eines allwissenden Erzählers, „der alles und zugleich doch nicht mehr als jeder andere wache Mensch auch sieht und weiß“. Diese „transempirische Autorperspektive“ schaffe einen „schillernd-faszinierende(n) Realismus, der weit mehr umfasst, als einer bloßen Dokumentation zugänglich wäre“, schreibt er in der Berliner Zeitung. Durch den „Reichtum an Beobachtungen, den Hettche in seinem Meisterwerk zusammenträgt“, verschlösse er den Roman „gegen die Interpretationsanmutungen unserer Lektüregewohnheit“: „Indem Hettche seinen Kriminalroman so vollständig vor Symbolisierungen abdichtet, gerät die gesamte, so realistisch dargestellte Wirklichkeit ins Schwirren, schlägt um in einen neuen Status und wird greifbarer und übermächtiger, als es nur je irgendein Symbol vermöchte“. So bliebe ein „uneinholbarer Rest“, „für (den) es in den Begriffen unserer Wirklichkeit keinen Ort gibt“.
Auch Heinrich Detering ist in seiner Besprechung für Literaturen voll des Lobes für Hettches „perspektivische(n) Realismus“. Sein „ernste(r), aufmerksame(r), jederzeit konzentriert beobachtende(r) und selbst nie zu fixierende(r)“ Erzähler führe „souveräne Zeitregie“ und vermittele „jene Nuancen des Empfundenen und Gedachten, die sich der Sprache nur widerstrebend fügen, zuweilen so eindringlich, dass man über diesen Schilderungen deren eigene Sprachgebundenheit streckenweise vergisst“. Hettches Wille zum Stil sei nur „ganz selten (…) überanstrengt oder anachronistisch“, „die erzähltechnische Perfektion dieses Buches (…) so auffallend, dass man manchmal befürchtet, sie auf der nächsten Seite als bloße Artistik vorgeführt zu sehen – und jedesmal wahrt der Erzähler gelassen die Balance“. „In der reinen Suggestionskraft dieser Prosa“ liege „der tiefste Grund aller Spannung“: „Was sich hier sagen lässt, wird möglichst offen gesagt – und markiert gerade so die Grenzen zu jener geheimnisvollen Weite, die von der Sprache kaum erreicht wird“. Hettches „Geschichte ohne Auflösung (ist) ein perfekter Kriminalroman: eine Überbietung des Genres“. „Etwas Besseres als dieser Autor konnte dem Stoff gar nicht passieren“.

### Woraus wir gemacht sind. Roman
Woraus wir gemacht sind (2006), Thomas Hettches vierter Roman, erzählt die Geschichte um einen Biographen, dessen Frau bei einer Recherche-Reise in die USA entführt wird. Darin greift Hettche wiederum auf Elemente eines Kriminalplots zurück, zeichnet aber vor allem ein Bild der USA am Vorabend des Irakkriegs. New York, Texas, Los Angeles sind Stationen eines Road Movies, in dessen Verlauf der Held sich erst verlieren muss, um seine Frau wiederzufinden. Woraus wir gemacht sind stand 2006 auf der Short List zum Deutschen Buchpreis.
Ulrich Greiner ist begeistert von Hettches „suggestive(r), hoch bewegliche(r) Sprache“, die ihm selbst dann, wenn sie „an den Rand des Zuträglichen geht und manchmal darüber hinaus“ „zehnmal lieber (ist) als diese schreibschulmäßige Ausgewogenheitsprosa, die man jetzt überall findet“. Hettche führe seine Leser „zu einer Grenzerfahrung, nämlich zu der beunruhigenden Tatsache, dass wir uns selber nie ganz sicher sein können, dass wir uns zuweilen verlieren und nicht genau wissen, woraus wir gemacht sind“, und allein darauf komme es an. Greiner formuliert in der ZEIT: „Das Schöne, auch Beunruhigende an Hettches Buch ist dieser phantasmagorische Reigen der Bilder, die dem Leser im Gedächtnis bleiben. Sie haben mit dem zu tun, was wir alle sehen und gesehen haben, ohne dass wir es uns immer bewusst halten könnten: die Bilder vom 11. September, die eingesickert sind in unsere Träume; die Vorstellungen vom amerikanischen Mythos, wie sie uns das Kino, die Werbung, auch eigene Anschauung vermittelt. Niklas Kalf ist einer, den der Zufall hinabwirft in diesen Abgrund der Bilder, bis er kaum mehr weiß, was Liebe ist, wer er selber ist – und noch die glückliche Heimkehr gleicht ja eher einem Traum als der Realität. Wobei wir eigentlich wissen könnten, dass wir von einem Roman Realität am wenigsten dann erwarten können, wenn er scheinbar realistisch daherkommt. Dieser Roman ist eine Versuchsanordnung, ein intelligentes, ein lehrreiches Spiel. Hettche kann was“.
Für Heinrich Wefing, der den Roman in der FAZ bespricht, ist der Roman „ein zarter, verstörender Versuch über das, was wir Liebe nennen, und ein intelligentes Spiel mit all den Bildern von Amerika, die jeder von uns mit sich herumschleppt“ und „eines der faszinierendsten Bücher über Amerika (…), das seit langem in Deutschland geschrieben wurde“.
Das sieht auch Elmar Krekeler in der Welt so: Hettche lasse seinen Protagonisten ein „Aufräumen im intellektuellen Kinderzimmer“ durchlaufen, dieser lerne auf allen Ebenen, und mit ihm lerne der Leser. Kalf sei Stellvertreter der Generation der damals Vierzigjährigen, die „in Thomas Hettche (ihren) Autor gefunden“ habe. Hettche habe einen Roman geschrieben, der „eine Menge Romane“ enthalte („eine Roadnovel, einen Amerikaroman, ein Angstbuch, ein Emigrationsbuch, einen Heimkehrerroman, eine Spukgeschichte, eine Verschwörungsgeschichte, einen Wissenschaftsthriller, eine Faustvariation, einen Bildungsroman“). Woraus wir gemacht sind sei jedoch vor allem „die Geschichte eines Erwachsenwerdens (…) mit Vierzig“. Hettche bediene sich dazu eines Erzählgeflechts, in dem „jeder Satz, jedes Motiv, jeder Faden“ bewusst gesetzt sei, und eines „post-austerschen Verschwörungsplot(s)“. „Was Hettche, einem der klügsten Schriftsteller nicht nur seiner Generation, bisher kaum gelungen war, nämlich die Balance zu finden zwischen Poetologie und Prosa, zwischen Denken und Erzählen, das gelingt ihm hier. Sein Roman lässt sich wie eine Zwiebel häuten. Unter jeder Schicht steckt eine neue, jede hängt mit jeder zusammen, jede ist ein Abenteuer“.

### Fahrtenbuch 1993–2007. Essays
Das Fahrtenbuch 1993–2007 versammelt eine Auswahl von Essays, Reportagen, Film- und Buchkritiken Hettches, die zuvor in verschiedenen Zeitungen und Zeitschriften (u. a. in der FAZ, der NZZ und der DU) erschienen sind, für die Buchpublikation aber, wie es im Nachwort heißt, überarbeitet wurden. Auffällig an diesem Band ist vor allem die Bandbreite der Themen, mit denen Hettche sich im Laufe der Jahre beschäftigt hat. Neben Essays über die neuen Medien finden sich Reisereportagen aus St. Moritz, Bosnien und Los Angeles, Texte über Dracula, Patricia Cornwell, Meister Eckhart und Piero della Francesca.
Samuel Moser lobt in der NZZ, „das Miteinander von unaufgeregter Erzählung und messerscharfer Analyse. Das eine übersetzt sich dabei zwingend ins andere – und zurück. Kurze Beschleunigungen des Denkflusses oder umgekehrt die Verlangsamung der Wahrnehmungen markieren jeweils die Übergänge. Der Erzähler Hettche verfügt in hohem Masse über das Handwerk eines erstklassigen Journalisten: Sinn für Zusammenhänge und «Subtexte», eine niemals selbstzweckliche Universalbildung, eine schöpferische Sprache und eine leider selten gewordene Interventionslust. Seine unbestechlichen privaten Wahrnehmungen übersetzt er mit Überzeugungseleganz ins Allgemeine“.
„Meist handelt es sich um Reiseberichte an geradezu museale Orte wie Sils Maria, Venedig und die Berliner Pfaueninsel, wo Vergangenheit hoch geschichtet ist und sich vor dem gebildeten Blick des Autors entblättert. An solchen historischen Stätten interessiert Hettche die Art und Weise, wie Kultur organisiert und überschrieben wurde: die kollektive Gedächtnisleistung, die sich in ihnen verbirgt. Dahin reist der Autor nicht wie seine Zeitgenossen, fiebrig, flüchtig und ruhelos, sondern eher wie ein Detektiv zum Tatort, einsilbig, aber hoch empfänglich, wohl wissend, dass jedes noch so kleine Detail womöglich für die Rekonstruktion des Geschehens unverzichtbar ist“, fasst Ingeborg Harms in ihrer Rezension in der FAZ Hettches Methodik und Thema zusammen. Sie lobt die „originellen Kurzschlüsse wie den zwischen dem weltweiten Netz und Bram Stokers Spinnweb-Thriller „Dracula“ oder zwischen der wissenschaftlichen Erkundung des mutmaßlichen Ufo-Absturzes bei Roswell und dem Prozess der Heiligsprechung in der katholischen Kirche“, die „den Aufschwüngen [von Hettches] Phantasie, dem Echoraum seines Wissens und den Meilenstiefelschritten seiner melancholischen Gedanken“ zu verdanken seien.

### Die Liebe der Väter. Roman
In Die Liebe der Väter, erschienen 2010, erzählt Hettche von einem Vater, der mit seiner Tochter über Silvester eine Ferienwoche bei Freunden auf Sylt verbringt. Die Eltern der dreizehnjährigen Annika sind seit langem getrennt, der Vater hat für das Kind, das bei seiner Mutter lebt, kein Sorgerecht. Hettche schildert in seinem fünften Roman die Schuldgefühle und die Ohnmacht des Vaters, der vor dem Hintergrund der eindrücklich beschriebenen Atmosphäre der stürmischen, winterlichen Insel versucht, seiner Tochter näherzukommen.
„Thomas Hettche zeichnet in seinem Roman mit grosser Suggestivkraft das stille Drama eines vielleicht unlösbaren Konfliktes, der auch mit einer Revision des Sorgerechts nicht beseitigt und höchstens entschärft werden kann. (…) Und neben alledem erzählt der Roman in bald zartem, bald grimmigem Ton, mit anrührenden Bildern und manchmal fast wortlosen Dialogen auch von der Liebe der Väter, die eine andere sei als die der Mütter“, urteilt Roman Bucheli in der NZZ.
Sandra Kegel sieht in der FAZ „einen alten poetologischen Trick“ am Werk, „damit aus dem vertrauten Erlebten und Gehörten große Literatur“ werden könne: Die einzig aus dem „distanzlosen, zutiefst parteiischen Blick“ des Vaters, „unzuverlässiger Erzähler im klassischen Sinn“, erfolgende Schilderung wecke „mit unserem Mitleid gleichzeitig unser Befremden“, so dass „wir mit dem Autor wissen, dass diese Geschichte auch ganz anders erzählt werden könnte“. Hettches Ansatz sei ein psychologischer, der Roman „kein argumentativ aufgeladenes Plädoyer für mehr Gerechtigkeit (…), sondern ein faszinierendes Porträt eines aus der Bahn geworfenen, zunehmend verstörten Mannes“. Sie resümiert: „Hettches Roman ist ein Glücksfall, komplex, vielschichtig und geschrieben in einer artifiziellen Sprache, die der Emotionalität des Geschehens mit wohltuend nüchterner Kühle begegnet“.
Für Jens Jessen in der ZEIT ist „Die Liebe der Väter“ „überhaupt kein Roman (…), es ist eine klassische, vollendet knappe und kontrolliert erzählte Novelle (…). (…) auch in der Beschränkung von Zeit und Ort – es ist aber ein großes Werk in Tiefe und Weite der Gedanken“.
Thomas Hettche äußerte in Interviews, der dem Roman vorangestellte Satz „Literatur beginnt jenseits dessen, was ist“ habe sich für ihn jedoch „auf eine unerwartete Weise bewahrheitet, nämlich insofern, als der Ausgangspunkt der biografischen Erfahrung sich beim Schreiben tatsächlich verwandelt hat. Das war ein Schreibprozess, wie ich ihn bisher nicht kannte, der wirklich etwas Kathartisches hatte und bei dem all die Aggressionen, Verletztheiten und Frustrationen, die ihn zu Anfang trieben, sich verwandelten. Als ob ich mit dem Abschluss des Romans auch mit der Welt dieser Erfahrung abgeschlossen hätte“. Er schreibe Romane, „weil ich, zunächst und vor allem für mich selbst, etwas Unausgesprochenes formulieren oder mit etwas ins Reine kommen will. Und weil ich darüber hinaus daran glaube, dass Leser einen Gewinn aus der komplexen Welt ziehen können, die jeder gute Roman ist“.

### Totenberg. Essays
Totenberg, vom Verlag als Essayband und „Autobiographie in zehn Begegnungen“. angekündigt, komponiert zehn Texte, die alle zugleich Gespräche und Essays sind (Hettche selbst nennt sie „Begegnungen“ oder „Reisen“), zu einem persönlichen (Lebens-)Panorama des Autors. Dabei steht jede autobiographische Mitteilung zugleich für ein Thema seines Schreibens. Namensgebend ist der dritte Text, in dem Hettche in den Ort seiner Kindheit zurückkehrt, der am Totenberg liegt.
Die Rezensenten zeigten sich begeistert von diesem Band, der „alles andere denn eine konventionelle Nacherzählung des Privatlebens von Herrn Hettche“ sei, nämlich „eine Sozialisationsstudie in zehn Kapiteln“, in denen Hettche beschreibe, „wie er intellektuell und literarisch der wurde, der er ist“ und „in lebendigen Porträts die Personen, die ihn bei seinem Werdegang – im konkreten wie im übertragenen – Sinn begleiteten“ vorstelle, wie Ursula März in ihrer Kritik für Deutschlandradio formuliert. Der „Reiz des Buches“ liege „auf den ersten Blick (…) in den Divergenzen dieser Personen“; „auf den zweiten Blick“ besteche Hettches „konzentrierter, ökonomischer Gestus. Jede Selbstmitteilung des Autors steht im Interesse einer kulturgeschichtlichen Selbsterkenntnis, jede Selbstreflexion öffnet sich wie von selbst zu einer exemplarischen Gegenwartsgeschichte der Bundesrepublik. ‚Totenberg‘ zeigt Thomas Hettche auf der Höhe seines stilistischen und essayistischen Vermögens. Und nebenbei verhilft dieses Buch dem abgewirtschafteten Genre der Autobiografie zu neuem Glanz“.
Auch Nico Bleutge lobt in der SZ, „wie Thomas Hettche mit seinem dialogischen Prinzip die Grundthese des Buches, stets auf etwas bezogen zu sein, auch im Verfahren und in der Form seiner Texte einholt“: Hettche lagere „in diese Porträts die eigene Biografie ein“, er spüre „Räumen und Interieurs (…) im Wortsinne nach, er tastet sie auf ihre Atmosphären hin ab, um so etwas über die Menschen, die in ihnen leben, zu erfahren“, und setze sich zudem in der „reflexiven Schicht“ seiner Texte „mit Überlegungen von Autoren (…) auseinander und versucht sich an einer Analyse und Deutung unserer gesellschaftlichen Gegenwart“. Hettche sei „ein sehr lesenswertes Buch über den medialen Wechsel dieser Zeit gelungen. Man findet in seinen zehn Essays großartige Überlegungen zur Literatur, zum Schreiben oder zu dem, was Kindheit sein könnte. Kleine Motive und Variationen halten die einzelnen Stücke jenseits der Thesen zusammen“.
Mit Totenberg vollzieht Hettche, „den man mit Recht einen der beeindruckendsten Sprachakrobaten seiner Generation zu nennen hat“, laut André Schinkel auf literaturkritik.de „womöglich die Vollendung eines Dreisprungs“ in seiner Essayistik: „nach dem gebündelten Blick der „Animationen“ (1997), der Zerstreuung und dem Abstecken der äußeren Claims im „Fahrtenbuch“ (2007) erkundet sie im neuesten Opus die Dimensionen des Eigenen, die Entwicklung, Formung, Deformation der inneren Umstände, zu dem zu werden, der man ist“. In einer „entlarvende(n), kristalline(n) Sprache“ führe Hettche diese „formenden Elemente“ vor, „am eindrücklichsten in den Texten, die den Schutz der Gespräche verlassen und sich in die Auslieferung der Selbstschau begeben“.
Für Michael Preidel, der das Buch für die Kritische Ausgabe rezensierte, ist Totenberg „ein Werk, das den Autor zu Personen oder Orten seiner Vergangenheit zurückführt und in den Begegnungen eine Konfrontation mit der eigenen Identität provoziert“: „Thomas Hettche macht deutlich, dass es ihm in seiner Literatur um ein Gespür für die Zeit geht. Er sieht sich als ein Wanderer zwischen den Welten, dessen literarisches Schaffen und theoretisches Räsonieren immer wieder von einer Neugierde ausgeht, die einerseits an den Fund der leeren Truhe der Mutter, andererseits aber auch an die zeitlose Erfahrung geknüpft ist, dass der Ursprung des Schreibens und Denkens im Kampf mit der eigenen Identität liegt“. Hettche nutze „die kreative Freiheit, die sich ihm im autobiografischen Schreiben eröffnet, und beweist zugleich, dass der Anspruch seines Erzählens hoch ist. Ihm geht es in seinen Essays um die echte Nachträglichkeit der Erinnerungen“.
Und Denis Scheck äußerte im Gespräch über das Buch in der Kulturzeit auf 3sat: „Alle Qualitäten, die der Prosa von Peter Handke nachgesagt werden, dass hier Poesie und Erkenntnis miteinander versöhnt werden, das finde ich viel, viel eher und viel moderner in „Totenberg“ von Hettche“.

### Pfaueninsel. Roman
In seinem gleichnamigen Roman (2014) lässt Thomas Hettche die vergessene Welt der Pfaueninsel in der Havel bei Potsdam wieder auferstehen. Diese Insel, die im 19. Jahrhundert von Lenné und Schinkel zu einem künstlichen Paradies umgestaltet wurde, war Rückzugsort der Preußenkönige und von zahlreichen exotischen Tieren sowie von Zwergen, einem Südseeinsulaner, einem Riesen und einem Mohr bevölkert. Der Roman erzählt das von Hettche erdachte Leben des historisch verbürgten kleinwüchsigen Schlossfräuleins Marie, das nahezu sein gesamtes Leben auf der Insel verbrachte, und die tragische Geschichte seiner Liebe zum Gartenkünstler Gustav Fintelmann. Auf übergeordneter Ebene handelt Pfaueninsel von der Zurichtung der Natur und unseren Vorstellungen von Schönheit, von der Sehnsucht nach Exotik, der Würde des Menschen, dem Wesen der Zeit und dem Verhältnis von Kunst, Wissenschaft und Natur.
Rezensenten lasen den Roman auch als „Verfallsgeschichte eines Idylls im Strom der Zeit“ (Michael Kluger in der Frankfurter Neuen Presse); als „exemplarische Darstellung einer Zeitenwende“ und „verdichtete Geschichte des technischen und mentalitätsgeschichtlichen Fortschritts im 19. Jahrhundert“ (Sebastian Hammelehle im Spiegel), als Roman über „das Wesen der Zeit und das Rätsel der Sterblichkeit, die Fragilität der Schönheit und die Abgründigkeit des Begehrens“ (Andrea Köhler in der NZZ); oder als „literarische Reflexion über die Obszönität der Menschennatur“ (Johannes Balle im Kölner Stadtanzeiger).
In Pfaueninsel verarbeitet Thomas Hettche einen Stoff, der ihn seit fast fünfundzwanzig Jahren beschäftigte: Noch vor Erscheinen seines Debüts stieß er während eines Stipendiums in Berlin schon 1989 auf die Insel und das Schlossfräulein Maria Dorothea Strakon. 1993 veröffentlichte er in der FAZ eine Reportage, in der er von seinem Besuch auf der Pfaueninsel erzählt. In einem Interview erklärte Hettche: „Ich habe den Roman erst schreiben können, als ich mir eingestanden hatte, dass ich nichts als das Leben meiner Figur Maria Dorothea Strakon erzählen will, und mich nicht länger mit Konzeptionen herumgequält habe“.
Andrea Köhler zeigt sich in ihrer Besprechung in der NZZ begeistert von Hettches „lebensklugem, sorgfältig recherchiertem und glänzend erzähltem Roman“, der „den 1964 geborenen Schriftsteller als einen der besten Stilisten der deutschsprachigen Gegenwartsliteratur ausweist“. Hettches „wahre Stärke“ sei „seine bestechende Fähigkeit, die Komplexität der Welt in einer nuancierten und federnden Sprache aufleuchten zu lassen“; „faszinierend“ sei es, „wie Hettche den Siegeszug der technischen Rationalität mit dem Jenseitigen der Vernunft konfrontiert und das zeitlose Reich der Mythen mit der unbeirrbaren Zielgeraden des Fortschritts verschränkt“. „In seinen philosophischen Reflexionen weht der befreiende Atem der Literatur“.
Michael Braun lobt in der Badischen Zeitung, „wie (Hettche) dabei mit der kulturhistorischen Patina des Stoffs umgeht, ist das Meisterstück eines Autors, der es bislang immer verstanden hat, mit jedem neuen Buch sein Genre und sein stilistisches Register zu wechseln und uns in eine gänzlich andere Welt und neue existenzielle Zerreißproben zu versetzen“. Dass er seine „literarische Erfindung“ der Liebesgeschichte zwischen Marie und dem Gärtner Gustav Fintelmann ins Zentrum stelle, ermögliche Hettche, „das rein historisierende Erzählen hinter sich zu lassen“ und „all seine kulturphilosophischen, anthropologischen und liebestheoretischen Exkurse zu entfalten, mit denen er seinen Roman reich ausgestattet hat“.
Auch Hubert Winkels ist beeindruckt, wie Hettche „den kulturgeschichtlichen Essay nahtlos mit dem historischen Roman und einer leidenschaftlichen Liebesgeschichte zu verbinden weiß“. Hettche stelle „das Fremde und Monströse“ und unseren Umgang damit im „immer vernünftiger werdende(n) (…) beginnende(n) Maschinenzeitalter“ ins Zentrum des Romans, und „wie Hettche dies einfädelt und durchhält und auf alle Schichten des Romans verteilt, auf das Sexuelle, die Architektur, den Gartenbau, das macht seine Kunst der Amalgamierung, der inneren Verschmelzung aller Teile aus“. Es sei ein „Glücksfall, dass dies so gut austariert, stilistisch auf hohem Niveau, wohltemperiert und vor allem: Wissen und Erkenntnis mit Anteilnahme und Leidenschaft mischend, geschieht“.
Der Autor selbst äußerte in Interviews, „die eigentliche Keimzelle des Buches“ sei die Frage gewesen, „wie hat sich damals ein Mensch gefühlt, der nicht der Norm entsprach, aber an einem Ort der Sehnsucht und der Schönheit lebte?“. Der Stoff habe ihn gefunden, nicht umgekehrt: „Es ist eher so, dass man mit einer Art Schleppnetz durch die Welt geht, bewusst ziellos, in dem dann alles Mögliche hängenbleibt“. „Zunächst wisse man gar nicht genau, was die Faszination einer Geschichte ausmache. "Doch dann beginnt sie zu leben und lässt einen nicht mehr los"“.
Die Insel, sagte Hettche, sei „ein künstlicher Ort, der nacheinander die Sehnsuchtsentwürfe vieler Zeiten beherbergte“; „wir Heutigen können an dieser Insel die Genese unserer Moderne ablesen“ (im Gespräch mit Andreas Platthaus in der FAZ). Er habe „das Vergehen der Zeit und auch die Gleichgültigkeit gegenüber dem Vergehen der Zeit (…) erzählen“ wollen; „vor allem ging es mir um das Gefühl, dass man den Wandel nicht überschaut. Man steht, glaube ich, immer halb in einer vergangenen, halb in einer künftigen Epoche. Und das ist das Aktuelle in dem Buch. Wir ahnen mehr, dass etwas vergeht und etwas kommen wird“. Es sei heute mehr denn je Aufgabe der Literatur, der Bedrohung durch die Reduzierung „alle(r) Phänomene der realen Welt auf ihre handhabbaren medialen Surrogate“ etwas entgegenzusetzen. „Das Schöne an der Kunst ist ja, dass sie, wenn sie gelingt, das Zauberkunststück beherrscht, Komplexität in Einfachheit zu verwandeln“.
Die Geschichte habe sich „aus dem Klang der Sprache“ ergeben: „Wenn ich zu schreiben beginne, ist das Entscheidende, ebendiesen ganz eigenen Ton zu finden, denn erst der Ton ermöglicht die Geschichte, zaubert sie hervor“. Dazu müsse er sich auf „eine Reise in eine fremde Welt“ begeben, auf „eine(…) Expedition, deren Ergebnis man nicht absehen kann“.
Seit Erscheinen von Pfaueninsel „hat Berlin einen neuen literarischen Wallfahrtsort“: Touristen wandeln auf den Spuren des Romans über die Insel und besuchen das Grab der historischen Marie Strakow.
Eine topografische Karte der Insel auf einer vom Verlag eingerichteten interaktiven Website beinhaltet 24 von Dagmar Manzel gelesene Passagen aus dem Roman.

### Unsere leeren Herzen. Über Literatur. Essays
„Welche Tröstung kann Literatur für unsere leeren Herzen heute noch sein?“, fragt der Klappentext von Unsere leeren Herzen, dem 2017 erschienenen Essay-Band. In 21 Texten beschäftigt sich Hettche mit unterschiedlichsten Autoren und Genres, u. a. mit Thomas Mann, Louis Stevenson, Ernst Jünger, Paulus Böhmer, Wolfgang Koeppen und Karl Ove Knausgård.
Für Nico Bleutge (Neue Zürcher Zeitung) ist Hettche ein „glänzender Essayist“, der den Versprechen des Internets von Freiheit und Gleichheit, die sich längst als verfehlt erwiesen hätten, auf sehr empathische Weise die Literatur entgegenhalte. Er setze sich für einen Realismus als „literarische Haltung zur Welt“ ein, die das Tatsächliche in den Blick nehme und es zugleich deute. „In enger Tuchfühlung mit seinen Leseerlebnissen“ entwickle Hettche seine Thesen, die er aus unterschiedlichsten Perspektiven wiedergebe – ob aus der des Analytikers, des Erzählers oder des erinnernden Ichs.
In seinen Essays begebe sich Hettche „auf die Suche nach den Widersprüchen und dem Widersprüchlichem in unserer Zeit, die von Terror erschüttert und von der Digitalisierung heimgesucht wird“. schreibt Karin Janker in der Süddeutschen Zeitung. Der Autor stelle hohe Erwartungen an den Gegenstand seiner Reflexionen. Zu Recht, findet Karin Janker: „Dass die Literatur diese Versprechen halten kann, beweist das schmale Buch selbst.“
Auch laut Wiebke Porombka (Frankfurter Allgemeine Zeitung) verwehrt Hettche sich erfolgreich „gegen schnöden Kulturpessimismus und beschwört die Kraft der Literatur“. Statt in Alarmismus zu verfallen, gelinge es ihm, „Denkräume [aufzuschließen], in denen nicht Niedergang subsumiert wird, sondern die Möglichkeiten der Literatur verhandelt werden“. Seine Essays seien fundierte, materialreiche, gleichzeitig aber bewusst literarisch gehaltene Reflexionen, die einen Schwebezustand bewahrten, „der sie davor schützt, der Literatur programmatische Schularbeiten aufzugeben, sei es als Verpflichtung auf politisches Engagement oder auf artistische Virtuosität“. Hettche stoße mit diesen Essays eine Vielzahl von Denkbewegungen an.

### Herzfaden. Roman der Augsburger Puppenkiste
Ein zwölfjähriges Mädchen gerät nach einer Vorstellung der Augsburger Puppenkiste durch eine verborgene Tür auf einen Dachboden, wo Prinzessin Li Si, der klappernde Tod, Kater Mikesch und ein sprechender Storch auf es warten. Vor allem aber trifft es jene Frau, die all diese Marionetten geschnitzt hat und nun ihre Geschichte erzählt. Es ist die Geschichte eines einmaligen Theaters und der Familie, die es gegründet und berühmt gemacht hat. Sie beginnt im Zweiten Weltkrieg, als Walter Oehmichen, ein Schauspieler des Augsburger Stadttheaters, für seine kleinen Töchter eine Marionettenbühne baut. In der Bombennacht, die 1944 Augsburg zerstört, verbrennt sie zu Schutt und Asche. Herzfaden erzählt, wie Walters Tochter Hatü mit ihren Freunden dieses Puppentheater wiederauferstehen lässt und ihr neues Leben in den Ruinen erprobt. Es ist die Geburtsstunde von Figuren, die legendär geworden sind, wie dem Urmel aus dem Eis oder Jim Knopf und Lukas, dem Lokomotivführer.
„Kann man so die deutsche Geschichte erzählen? Wie aus einem gemütlich knarrenden Lehnstuhl? Mit Geschichten, die aus dem milden Schein der Lampe kommen und doch ein grelles Licht auf die Vergangenheit werfen sollen?“, fragt Paul Jandl in der NZZ und fährt fort: „Offensichtlich kann man das. Das Buch heisst Herzfaden. Es ist ein Märchen über die Wahrheit. Wer das für ein literarisches Paradox hält, der muss den neuen Roman von Thomas Hettche lesen, der uns durch die Paradiese der Kindheit treibt, um uns an der Pforte zur Hölle zu entlassen.“ Stefan Kister in der Stuttgarter Zeitung sieht es ähnlich. „Ein Märchenspiel zwischen Himmel und Hölle“ nennt er den Roman: „Keiner besitzt für die Unterhandlungen von Schönheit und Schrecken ein feineres Ohr als Thomas Hettche, der mit seinem Roman Pfaueninsel schon einmal an die Gestade geführt hat, wo sich die Wellen der Einbildungskraft an der Wirklichkeit brechen. Sind Marionetten die besseren Menschen? Sie haben zumindest den Vorteil, nicht dem niederziehenden Gesetz der Schwerkraft zu unterliegen.“
In der Zeit betont Christoph Schröder, hinter der Geschichte der Augsburger Puppenkiste verberge sich eine andere Erzählung: „Dass Thomas Hettche mit Herzfaden nun einen Roman der Augsburger Puppenkiste, so der Untertitel, vorgelegt hat, ist oberflächlich betrachtet richtig, doch ist es nur die halbe Wahrheit. Hettches Buch krallt sich unter der dezent nostalgisch angehauchten Leseoberfläche tief in den Urgrund der alten Bundesrepublik, deren beschwingte Anfangsheiterkeit und Sehnsucht nach leichter Unterhaltung sich als Gegenbewegung zu den traumatischen Erfahrungen der Kriegsgeneration deuten lässt.“ Hettche selbst nennt im Gespräch mit Cornelia Geißler in der Berliner Zeitung als Ausgangspunkt des Romans „die Erkenntnis, dass nicht die Vatergeneration, also der Gründer Walter Oehmichen, wesentlich für die Puppenkiste war, wie wir sie alle kennen, sondern die Generation seiner Töchter. Das ist die Generation meiner Eltern, und ich weiß aus Erzählungen, dass diese Menschen, die ihre Kindheit im Faschismus erlebt haben, sich nach 1945 belogen und verraten fühlten, weil sie ihre kindliche Begeisterung an etwas verschwendet hatten, das sich als grundfalsch herausstellte. Durch diese Erfahrung, scheint mir, ist jene Generation ihr Leben lang davor zurückgewichen, sich noch einmal für etwas zu begeistern. Ich glaube, dass das prägend für dieses Land war.“ Das betont auch Hubert Spiegel in der FAZ: „Hettches Roman erzählt uns vom Traum eines ganzen Landes vom allmählichen Verfertigen der Unschuld beim Spiel der Marionetten.“
Kathrin Hillgruber verweist im Tagesspiegel darauf, Hettche habe „immer wieder ‚Herzschriften‘ in Form von Romanen oder Essays“ verfasst. „Sie lesen sich als lebendiges Echo der deutschen Romantik“. Und Helmut Böttiger verweist denn auch in der SZ auf die Bedeutung von Heinrich von Kleists Betrachtungen über das Marionettentheater für den Roman. „Viele haben sich seither bemüht, herauszufinden, was es mit der von Kleist heraufbeschworenen ‚Grazie‘ dieser Figuren und ihrem ‚Weg der Seele des Tänzers‘ auf sich hat. Diesen Faden nimmt Thomas Hettche jetzt auf und umkreist das alte Geheimnis neu.“ Der Roman erzähle dabei „nicht einfach die Geschichte dieses Theaters nach, von den in der Verzweiflung des Zweiten Weltkriegs entstandenen Marionetten des Gründers Walter Oehmichen über die ersten Aufführungen in der Nachkriegszeit bis zum immer größer werdenden Erfolg, sondern er geht weit darüber hinaus. In Form und Inhalt seiner Prosa verwandelt er sich der Ästhetik dieser Kunstform an.“
Im Freitag resümiert Tom Wohlfarth: „Wie Thomas Hettche hier die Geschichte der Augsburger Puppenkiste und ihrer Gründer:innen mit den Geschichten ihrer hölzernen Bewohner und mit einem modernen Märchen verknüpft, das ist hochspannend, hinreißend – und das ist große Kunst.“ Das sieht Denis Scheck ähnlich: „Mit Herzfaden ist Thomas Hettche ein großes erzählerisches Risiko eingegangen. Wie leicht hätte diese Geschichte an den Klippen des Kitschs zerschellen können. Sie ist aber ein literarischer Triumph.“

### Sinkende Sterne. Roman
In Sinkende Sterne erzählt Thomas Hettche scheinbar autobiographisch, wie er nach dem Tod seines Vaters ins Schweizer Wallis reist, um das Ferienhaus zu verkaufen, in dem er als Kind mit den Eltern die Ferien verbracht hat. Er begegnet dabei seiner Jugendliebe Marietta wieder und ihrer Tochter Serafine. Doch was realistisch beginnt, entwickelt sich bald zu einer fantastischen Geschichte, in der nichts ist, was es zu sein scheint. Ein Bergsturz hat das Rhonetal in einen riesigen See verwandelt und das Wallis zurück in eine mittelalterliche, bedrohliche Welt. Hettche schildert die alpine Natur und die längst vergessenen Lebensformen ihrer Bewohner, als käme ihnen in unserer von Identitätsfragen und Umweltzerstörung verunsicherten Gegenwart neue Bedeutung zu. Sein Erzähler denkt nach über Sindbad und Odysseus und Männlichkeit heute, lauscht Sagen vom Zug der toten Seelen über die Gipfel, begegnet einer unheimlichen Bischöfin und trifft eine Entscheidung, die sein weiteres Leben auf tragische Weise bestimmt. Sinkende Sterne ist eine radikale Bestandsaufnahme des Schriftstellers Hettche, kreist um die Fragen, welcher Trost im Erzählen liegt und was es in den Umbrüchen unserer Zeit zu verteidigen gilt.
Für Philipp Theisohn in der Frankfurter Allgemeinen Zeitung ist Sinkende Sterne „ein Buch großer Trauer. Selten las sich Thomas Hettches Prosa so zerbrechlich, so verletzt.“ Der Roman sei „Selbstauskunft und Kartographierung des ureigenen Terrains“ Hettches, der sich damit gegen „die trügerische Allianz zwischen identitärem und poetischem Engagement“ positioniere.
Ähnlich argumentiert Christoph Schröder im Tagesspiegel: Hettche habe „ein großartig komplexes Buch voller Erinnerungen, essayistischer Passagen und Landschaftssagen geschrieben. Damit setzt er sich auch gegen den ideologisch getönten Missbrauch der Literatur zur Wehr.“ Schröder berichtet, Thomas Hettche habe in einem Gespräch erzählt, dass der Roman „in einem schmerzhaften Prozess der Selbstbefragung entstanden sei. Eine Art von Zwischenbilanz eines Schriftstellers, eine Reflexion darauf, was das Schreiben, was Literatur, was Kunst bedeuten und bedeutet haben. (…) Es ist ein eleganter, bis ins Kleinste sprachlich ausgefeilter Roman mit einem bitteren Ende. Das Beharren auf der universellen Gültigkeit von Schönheit ist der Ankerpunkt des gesamten Romans.“ Mit dem Genre der Autofiktion, wie es derzeit in der Gegenwartsliteratur verstanden wird, habe der Roman nichts zu tun, „im Gegenteil: Er ist ein subtiler, weil ästhetisch aufgeladener Angriff auf identitätspolitische Auswüchse, hat aber zugleich die eigene Verantwortung dafür im Blick.“ Und der Kritiker schließt: „Thomas Hettche demonstriert in ‚Sinkende Sterne‘ eindrucksvoll sein Können.“
Cornelia Geissler in der Frankfurter Rundschau sekundiert: Sinkende Sterne sei „ein Glücksfall von einem Roman.“ Denn eine „ganze Reihe von Themen, die unsere Gesellschaft, die Medien und die Blasen der Social Media heute beschäftigen, tauchen im Buch auf: Klimakatastrophe, Genderdebatte, toxische Männlichkeit. Sie sind hier eingeschrieben in eine Geschichte der Verunsicherung, der Selbst- und Sinnsuche. (…) Dieser Roman lässt die Literatur um ihren Platz kämpfen gegen all die Bedenken, die Kategorien der Korrektheit, die Regeln des Nichtmehrsagbaren. ‚Sinkende Sterne‘ ist ein Beispiel dafür, was Sprache kann, wenn man sie souverän zu nutzen versteht.“
Auch Hubert Winkels in der Süddeutschen Zeitung betont, dass Hettche in der „sehr speziellen philosophisch ausgreifenden und zugleich biografisch intimen Novelle“, als die er Sinkende Sterne bezeichnet, „die gesamte Entwicklung des Planeten aus dem Geist der Erzählung“ in Angriff nehme. „Selten hat jemand einen höheren Begriff von der literarischen Kunst gehabt und musste ihn dann naturgemäß im Vollzug poetisch beglaubigen. Die Basis von allem ist das Meer von Homer, Odysseus zwischen Kirke und den Sirenen, dann folgt eine wilde Jagd von Sindbad, dem Seefahrer, William Butler Yeats und Proust, Rilke und Balthus und David Bowie. (…) Dies unfallfrei wie aus einer zusammenhängenden Handbewegung ins Werk zu setzen, ist Hettches eigentliches Kunststück.“

## Übersetzungen

### Pietro Aretino:I Modi / Stellungen – Vom Anfang und Ende der Pornografie
1997 publizierte Hettche die erste deutschsprachige Ausgabe von I Modi, den erotischen Sonetten des Renaissance-Literaten Pietro Aretino, in der auch die Kupferstiche Marcantonio Raimondis enthalten waren, zu denen die Gedichte im 16. Jahrhundert entstanden. 2003 erschien eine großformatige bibliophile Neuausgabe, ergänzt durch einen Essay, in dem Hettche diesen „Urtext der modernen Pornographie“ anhand der Bücher etwa von Michel Houellebecq und Catherine Millet in eine Geschichte dieser literarischen Gattung einordnete.
In einem Interview erzählte Hettche, er habe Aretino während seines Aufenthaltes im Centro Tedesco di Studi Veneziani Mitte der 90er Jahre für sich entdeckt, als er sich in der Biblioteca Marciana am Markusplatz mit Handschriften und Drucken des 16. Jahrhunderts beschäftigt habe.